# Паутинник съедобный
Паути́нник съедо́бный или толсту́шка (лат. Cortinarius esculentus) — съедобный гриб семейства Cortinariaceae. 

## Описание
Шляпка диаметром 5—12 см, сначала полушаровидная, затем подушковидно-выпуклая, с завернутым вниз краем, сухая, шелковистая, неровно окрашенная, с буроватыми и желтоватыми пятнами.
Мякоть толстая, плотная, белая, вкус приятный, запах грибной или слабо выражен.
Пластинки приросшие, частые, широкие, с неровными краями, у молодых грибов светло-желтые, у зрелых глинисто-бурые.
Ножка 3—5 × 1,5—2 см, волокнистая, к основанию расширенная, белая или немного буроватая, иногда слабо хлопьевидно-опушённая.
Остатки покрывал: остатки кортины на ножке в виде белых паутинистых обрывков.
Споровый порошок желто-бурый, споры размерами 9—12×6—8 мкм, эллипсоидальные, бородавчатые, жёлто-бурые.

## Экология и распространение
Образует микоризу с сосной, растёт в сухих лишайниковых и мшистых борах.
Эндемик Белоруссии. Распространён по всей территории страны, но за её пределами неизвестен, встречается часто.
Сезон сентябрь — октябрь.

## Сходные виды
- Паутинник вздутый (Cortinarius turgidus) — размер шляпки его обычно не больше 8 см, растёт под дубами. Считается условно съедобным.

## Пищевые качества
Съедобен, высоко ценится грибниками за хороший вкус, аромат и крупные размеры.